# Ибрагим-бек
Ибрагим-бек (узб. İbrahimbek Laqay, Mulla Muhəmməd İbrahimbek Çaqabay toqsaba oğlı, İbrahimbek Çaqabayev, Иброҳимбек Чакабаев); 1889 — 31 августа 1931) — наиболее крупный лидер басмачества (курбаши) в Туркестане (Узбекистане и Таджикистане), а с 1921 года и на севере эмирата, а позднее Королевства Афганистан.

## Биография
Родился в семье аксакала (старосты) кишлака Кокташ Чакобая, происходившего из узбекского племени локай, который был, по одним сведениям, офицером Бухарской армии в чине токсабо (что соответствовало чину полковника согласно эмирской табели о рангах), по другим, — чиновником эмира Бухарского. Семейство Чакобая насчитывало четверо жён, шестеро дочерей, шестеро сыновей. В хозяйстве были заняты собственно домочадцы, лишь на время Чакобай нанимал трёх-четырёх работников со стороны.
Ибрагим-бек был младшим из сыновей. Мактаб (школу) посещал полтора года, мог немного читать, но писать, по собственному признанию, так и не научился.
Некоторые источники называют его конокрадом или даже предводителем грабительской шайки. Есть также упоминания о том, что он имел эмирский чин и занимался сбором налога (закята), так что его вполне можно причислить и к эмирским чиновникам. Во время гражданской войны поддерживал эмира Бухары, в 1920 году вёл боевые действия против красных в Восточной Бухаре.
В 1920 году, став беком своего племени, поступил на службу к эмиру Бухары Сейид Алим-хану, который в сентябре 1920 года, после установления советской власти в Туркестане, бежал в Афганистан.
Ибрагим-бек достиг определённых военных успехов, объединяя разнородные племена (до половины всех басмачей региона) в борьбе против большевиков и одержав несколько побед в левобережье Вахша, в окрестностях Душанбе и в Гиссаре. В результате переговоров с Усманом Ходжаевым и генеральным консулом РСФСР Нагорным получил под контроль всю территорию Восточной Бухары. В конце 1921 года носил звание караул беги (капитана) эмирской армии.
В 1921—1925 годы Ибрагим-бек возглавил вооружённую борьбу за возвращение на престол свергнутого эмира Бухары Сеида Алим-хана. Формирования под его командованием осуществляли постоянные набеги на Бухарскую народную советскую республику (БНСР).
Осенью 1921 года вместе с войсками бухарского эмира был разгромлен в Восточной Бухаре и отступил в Афганистан. Эмир Бухары Сейид Алим-хан направил ему в поддержку Исмаила Энвер-пашу и отряды своих сторонников. Энвер-паша пытался сам возглавить и объединить всё басмаческое движение, однако Ибрагим-бек отнёсся к нему с подозрением и даже взял под арест. Позже он отказался поддержать Энвер-пашу во время его кратковременных успехов в борьбе с Красной армией весной — летом 1922 года (в августе Энвер-паша потерял в боях почти весь отряд и погиб в бою с отрядом Красной Армии при попытке уйти в Афганистан).

### Ставка в Афганистане
Первый этап басмачества под его предводительством длился с декабря 1922 года, когда он прибыл из Афганистана и созвал в посёлке Гиссар Гиссарской долины курултай (совещание) курбашей, став, по сути, их координатором.
Зоной влияния курбаши Ибрагим-бека в советской Средней Азии было левобережье реки Вахш и Джиликульский район (южный Таджикистан). После разгрома формирования Ибрагим-бека на советской территории в июне 1926 года, он перенёс пункты базового обеспечения своих отрядов в северный Афганистан, откуда непрерывно совершал вооружённые рейды на территорию республик Узбекистан и Таджикистан.
В Афганистане главная ставка Ибрагим-бека сначала располагалась в Ханабаде (провинция Кундуз), затем была перенесена в Алиабад. Крупные по численности отряды Ибрагим-бека со своими семьями расселились в Талукане (Таликан), Ханабаде, Чардаре, Ак-тюбе, но в большей степени в Алиабаде. В освоенном формированием Ибрагим-бека с семьями некогда пустынного Алиабада, насчитывалось более двадцати тысячи жителей и четыре тысячи хозяйств.
В 1924—1925 годах Ибрагим-бек организовал и возглавил новый поход отрядов басмачей на территорию Восточной Бухары, но к июню 1926 года был разгромлен и вынужден снова отступить в Афганистан. Основным местом размещения бежавших из Союза ССР басмачей было левобережье реки Вахш и Джиликульский район Хатлонской области, сам же он с семьёй попал под запрет правителя Афганистана Амануллы-хана посещать своих сторонников на севере страны.

### Афганские походы Красной Армии
С свержением короля Амануллы-хана в 1929 году, Ибрагим-бек выступил на стороне нового афганского правителя таджика Хабибуллы Калакани (Бача-и Сакао). Для поддержки Хабибуллы Калакани, находящийся в Кабуле Ибрагим-бек выступил на север, где сформировал войско из 20 тысяч узбеков. Также, в уезде Чардара — в окрестности Кундуза, был скомплектован отряд из 400 туркмен, 500 узбеков-кунгратов, узбеков-дурмен и узбеков-локайцев. После завершения краткосрочного правления Бача-и Сакао, эмирскую власть в Кабуле вернули пуштуны королевского рода баракзай, и на монархический трон взошёл Мухаммед Надир-шах — родственник свергнутого короля Амануллы-хана.
Новый эмир (король) Афганистана Мухаммед Надир-шах считал Ибрагим-бека реальной угрозой целостности страны. По его приказу губернатор провинции Каттагана и Бадахшана Сафар-хан в марте 1930 года провёл в долине Андараб мобилизацию в отряды ополчения.
По данным советской разведки Ибрагим-бек планировал создать на северо-востоке Афганистана самостоятельное узбекско-таджикское государство во главе со свергнутым эмиром Бухары Сеидом Алим-ханом. Реализуя данный план, в начале июня 1930 года в провинции Каттагана и Бадахшана Ибрагим-бек поднял народное восстание. В зоне влияния он сформировал собственную администрацию, что подрывало государственную целостность Афганистана. Учитывая данный аспект, в конце июня 1930 года афганское правительство согласилось на проведение в северных районах Афганистана рейда РККА, которым руководил комбриг Яков Мелькумов (Акоп Мелкумян).
В мае того же года, имея 3000 сабель, вступил в бой с советско-афганским экспедиционным отрядом, вторгшимся на территорию Афганистана, но потерпел поражение под Мазари-Шарифом..
Летом 1930 года отряд РККА совершил рейд вглубь афганской территории и уничтожил тыловую инфраструктуру басмачей (уничтожено 3 крупнейшие их базы, захвачено много складов оружия, убито до 900 басмачей). Ибрагим-бек скрылся от боестолкновения в горах, оставив свои тыловые базы без охранения. Рейд РККА не привёл к разгрому формирования Ибрагим-бека, и тогда, осенью 1930 года, эмир (король) М. Надир-шах решил уничтожить отряды Ибрагим-бека собственными силами и направил на северо-восток части регулярной армии под командованием военного министра Шаха Махмуд-хана. Боевые действия охватили широкий фронт от Меймене до Рустака.

### Сражения с регулярными формированиями афганской армии
Афганские узбеки и таджики встали на сторону Ибрагим-бека, создав группировку в двадцать отрядов ополчения, общей численностью около 2,5
тысячи воинов, из которых было 2 150 узбеков и 300 таджиков. Членам своего формирования Ибрагим-бек платил ежемесячное жалование, из пожертвований местного населения. Наиболее самоотверженными воинами формирования наряду с узбеками-локайцами были узбеки-каттаганцы.
В 1929—1930 годах пытался объединить под своим командованием все басмаческие силы на территории Ирана и Афганистана и неоднократно предпринимал попытки нового вторжения в СССР. Одновременно вёл почти непрерывные боевые действия с боевыми отрядами пуштунов, направленными против него новым правителем Афганистана Надир-шахом.
В сражении под Хазарбагом Ибрагим-бек нанёс правительственным войскам под командованием губернатора Сафар-хана сокрушительное поражение. В следующем сражении подчинённые Кабулу войска потеряли до 2,5 тысяч погибшими. Потери правительственных войск под Ханабадом составили 700 погибших, в Алиабаде — 280. В захваченных районах Рустаке, Чахи-абе, Талукане, Имам-Сахибе, Ибрагим-бек назначил своих наместников — «беков».
В населённом пункте Банги укомплектованный афганскими узбеками и таджиками отряд, а также союзные Ибрагим-беку формирования нескольких видных курбаши, осадили крепость Рустакского гарнизона и Талукан. Ибрагим-бек обыгрывал в манёвре командующего правительственными войсками Ш. Махмуд-хана, атакуя его внезапно, там где он не ждал. Фронт боевых действий растянулся от Кундуза до [?].
Эмир Бухары Сеил Алим-хан, находящийся в Кабуле под давлением короля Афганистана Мухаммед Надир-шаха, требовал от Ибрагим-бека сложить оружие и явиться в Кабул. Ибрагим-бек был оскорблён этим обращением, а приглашение в Кабул расценил как заманивание в западню. В обмен на исполнение данных требований Ибрагим-беку сулили должность заместителя губернатора провинции. Однако посовещавшись с соплеменниками и союзными туркменскими курбаши, Ибрагим-бек отверг предложение Сеид Алим-хана.
Терпевшие одно за другим поражения правительственные войска Англия снабдила большой партией оружия и выделила Кабулу большие денежные средства, а военный министр Шах Махмуд-хан в помощь правительственным войскам в декабре 1930 года усилил группировку, пополнив ополченцами пуштунских племён: мангалами, масудами, вазирами, даурами, джадранами — с юго-востока страны. К пуштунам присоединились и формирования местных хазарейцев.
Узбеки, таджики, туркмены, перешедшие через Амударью и расселившиеся в северных территориях, как и их афганские соплеменники столкнулись с особой жестокостью правительственных войск и пуштунских племенных формирований. Жертвы, разрушения, насилие и грабежи значительно обострили этнические противоречия между севером и югом, сплотив вокруг Ибрагим-бека основное население Каттагана и Бадахшана.
В первых числах марта 1931 года военный министр Ш. Махмуд-хан увеличил правительственную группировку и 6 марта в районе Талукана нанёс удар по наиболее крупному отряду Ибрагим-бека, понёсшему потери убитыми 315 человек. Выдавив формирования Ибрагим-бека от Ханабада к приграничной полосе, Ш. Махмуд-хан восстановил в мятежном районе центральную власть. В Ханабаде 16 марта были публично казнены 35 пленных басмачей Ибрагим-бека. В тот же момент отряд Ибрагим-бека был предательски атакован кавалерией одного из туркменских курбаши, подкупленного афганским правительством.
К середине марта 1931 года правительственные войска и пуштунские племенные формирования преследовали отряды Ибрагим-бека по всему северу, не давая восстановить силы. Население афганского Туркестана и соплеменники-узбеки, некогда принимавшее активное участие в поддержке басмачей, устали от войны, резервы Ибрагим-бека иссякали. Рассматривая территорию республик Средней Азии как дополнительный плацдарм, Ибрагим-бек внимательно следил за социальной и военно-политической обстановкой в регионе и был хорошо осведомлён о случаях эскалации напряжённости, связанных с проведением сплошной коллективизации в отдельно взятых районах.
Теснимый правительственными войсками и советской дипломатией с территории Афганистана, он рассчитывал получить поддержку дехкан на Родине.

### Последнее вторжение в СССР
21—22 марта и 31 марта—1 апреля 1931 года отряды Ибрагим-бека в количестве (по разным оценкам) от 600—800 до 1500 человек, вторглись на советскую территорию и глубоко проникли вглубь территории СССР. Там они быстро пополнялись местным населением, развернули жестокий террор в отношении лояльных советской власти лиц и поставили под угрозы проведение весеннего сева. К началу мая 1931 года в его отрядах было уже свыше 2 500 басмачей и он даже совершил рейд по территории Узбекской ССР, нанеся большой материальный урон. Для устранения возникшей угрозы была сформирована Таджикская группа войск в составе 3-й Туркестанской горнострелковой дивизии, 9-й и 10-й горнострелковых дивизий САВО.
С началом мая 1931 года стал наблюдаться перелом в боевых действиях в пользу советских войск. Сначала окончилась провалом попытка 500—600 басмачей во главе с Утан-беком прорваться из Афганистана в Таджикистан на помощь Ибрагим-беку. Затем были разгромлены формирования Ибрагим-бека под командованием курбаши Алика, Мулла Одина, Хусейн-бека и Абду Самата (все они погибли в боях, а также 120 басмачей из их отрядов). Во второй половине мая 1931 года серией мобильных ударов в сочетании с пропагандистской работой по разложению басмачей советские власти окончательно переломили ход боевых действий. К началу июня 1931 года в боях с РККА отряды Ибрагим-бека потеряли 1224 человека убитыми, 75 человек было взято в плен, 314 человек добровольно сложили оружие.

### Пленение и казнь
Личная храбрость и опора на проверенных людей неоднократно спасали Ибрагим-бека: только в мае он 6 раз вырывался с боем из кольца окружения. Но к концу месяца численность его отрядов сократилась до 900 человек. Последняя попытка его прорываться в Сурхандарьинскую долину провалилась, и он решил уходить обратно в Афганистан. 16 июня его отряд на дневке в одном из кишлаков был настигнут красной кавалерией и разбит, на этот раз Ибрагим-беку удалось бросив войска бежать только с несколькими телохранителями. Операцию по его поимке возглавил уполномоченный ГПУ по Таджикской ССР А. Н. Валишев.
В бою 23 июня 1931 года Ибрагим-бек был пленён специальным отрядом ОГПУ под командованием Мукума Султанова во время переправы через реку Кафирниган, о чём чекистам указали местные жители. Под конвоем был доставлен в Ташкент (во избежание попытки освободить его часть пути до Сталинабада его даже везли на аэроплане), где предстал перед судом и 31 августа 1931 года приговорён чрезвычайной тройкой при полномочном представительстве ОГПУ по Средней Азии к высшей мере наказания. Сразу же после оглашения приговора был расстрелян.
Известный военачальник С. Рахимов, принимавший участие в боевой операции по разгрому отрядов Ибрагимбека, в 1931 году за мужество, проявленное при его поимке, был награждён орденом Красной Звезды.
Многие басмачи, входившие в отряды Ибрагим-бека, после его расстрела в 1931 году продолжили вооружённую борьбу. Но конец организованному сопротивлению в отсутствие этого сильного и харизматического лидера был положен быстро: в конце июня 1931 года был подписан новый советско-афганский договор, согласно которому на территории северного Афганистана советские и афганские войска начали совместные действия по подавлению остатков басмаческих отрядов. Крупные отряды были разбиты к концу августа, лишь бывший соратник Ибрагим-бека Утан-бек сопротивлялся до начала декабря, но и он был разбит, тяжело ранен и бежал, прекратив борьбу. На этом история басмачества как организованной силы, по существу прекратилась.

## Реабилитация
Верховный суд Узбекистана 25 августа 2021 года, накануне Дня памяти жертв репрессий, который в Узбекистане отмечается 31 августа, реабилитировал 115 человек, приговорённых к расстрелам в 1920-е и 1930-е годы. Среди реабилитированных — курбаши Ибрагимбек Чакабоев.